# Очага (језеро)
Очага је вештачко језеро на територији општине Лазаревац, у околини Лазаревца, на шездесет километара од Београда, са десне стране Ибарске магистрале. Налази се у оквиру Спортско-рекреативног центра „Колубара“ и настало је уређивањем површинске девастације Рударског басена лигнита „Колубара“. Постоје Нова и Стара Очага.

## Нова Очага
Језеро је прављено за купање и има бетонско дно. Дубина му је 6 метара, а капацитет око 6.000 купача дневно. На једном делу се налази уређена шљунковита плажа. Снабдева се изворском водом, која се свакодневно филтрира и контролише.
Језеро краси вештачки гејзир за чију су израду због променљивог нивоа воде примењена атипична решења. Постоје две олимпијске скакаонице на по три нивоа и тобоган са базеном. У језеру је могуће играти ватерполо и кошарку у води. У близини су урађени и терени за одбојку на песку и мали фудбал на трави. За децу постоји посебно игралиште направљено од природних материјала.
Око целог језера налази се стаза за шетњу, уређене зелене површине, велики храстови, око којих су засађене цветне ронделе. Постављене су клупе са столовима, као и ресторан, чија башта излази на обалу језера. Испред језера има одличан паркинг за све посетиоце.
Цео комплекс је осветљен. На платоу поред језера одржавају се за културне манифестације: концерти, забаве, такмичења и др, због чега је језеро постало једно од средишта јавног живота Лазаревчана. Језеро је посебно посећено у летњим месецима.
Мада има рибе, од најситнијих, до капиталних примерака амура, пецање није могуће, с обзиром да рибе служе за успостављање равнотеже екосистема. Риболов је дозвољен само са друге стране ограде, у језеру Стара Очага.

## Стара Очага
Језеро Стара Очага се налази у наставку, северно од Нове Очаге. Дугачко је 800, а широко око 40 метара и има облик канала. Около су направљене банкине, обала је раскрчена, а језеро очишћено од блата и грања, тако да је изузетно чисто. Вештачки је порибљавано шараном и амуром. а у њему живе и бројни примерци беле рибе, као што су бабушка, деверика, бодорка. У околини живе роде и чапље.
Језеро је погодно за риболов. Годишња дозвола за пецање се може набавити у просторијама Риболовачког друштва „Колубара“ у центру Лазаревца, а дневна дозвола се купује на самом језеру.